# Ravine Manoulina
Die Ravine Manoulina (auch: Ravine Mamounna) ist ein kurzer Fluss an der Ostküste von Dominica im Parish Saint Patrick.

## Geographie
Die Ravine Manoulina entspringt an einem östlichen Ausläufer von Foundland, aus demselben Grundwasserleiter wie die Ravine Fond Cirique und verläuft nach Süden. Nach kurzem, steilen Lauf mündet sie bei Petite Savane in die La Rivière Nyson, kurz bevor diese selbst in den Atlantik mündet.